# 有隣堂しか知らない世界
有隣堂しか知らない世界（ゆうりんどうしかしらないせかい）は、有隣堂が運営するYouTubeチャンネルである。愛称は「ゆうせか」。毎週火曜日更新、第2・4木曜生配信。

## 概要
2020年に設立された、書店チェーンである有隣堂が運営するYouTubeチャンネルである。ミミズクをモチーフとしたキャラクター「R.B.ブッコロー」と、様々な分野に特化した「案内人」と呼ばれるゲストが出演し、書籍、文具、食品、雑貨、オフィス機器などをテーマに商品を紹介する。動画タイトルは基本的に「○○の世界」であり、この「○○」にはその動画のテーマが入る。
配信の目的は「有隣堂のファンを増やすこと」であり、初回のテーマである「キムワイプ」をはじめとして、「レクサス」や「ログハウス」などといった有隣堂では取り扱っていない商品やそもそも書店とは無関係のテーマも数多く登場する。
ファンの愛称は「ゆーりんちー」。中には有隣堂で買い物をしてきたことを「推しに課金してきた」と言う人もいるなど、有隣堂や同チャンネルの出演者へのファン活動も広がっている。

### チャンネル開設の経緯
このチャンネルは2020年2月に、同社の代表取締役社長である松信健太郎により「これからは動画の時代が来るからYouTubeをやろう」という鶴の一声により設立された。開設当初は「書店員つんどくの本棚」という名前のチャンネルであった。その内容は「つんどく兄弟」という書店員のキャラクターが、様々な書籍の内容を淡々と開設するというものであったが、再生数・登録者数共に伸び悩むこととなった。これを受けて、動画クリエイターのハヤシユタカ氏が動画制作に参加。テレビ番組の『マツコの知らない世界』と『saku saku』から着想を得て、2020年6月、現在のチャンネル名と動画スタイルにリニューアルされた。
案内人の披露するマニアックなテーマの商品や、それに対して企業の公式チャンネルらしからぬ毒舌で批評を行うR.B.ブッコローのトークが話題となり、2021年にはチャンネル登録者数が約36倍に増加して10万人を突破。2024年8月22日の生配信には、登録者数30万人を達成した。
収録は伊勢佐木町本店の閉店後に、書籍売り場の一角を利用して行われる。飽きずに見てもらえるよう、1時間ほどの収録をテロップや音楽を工夫して7 - 8分程度の長さの動画に仕上げている。ゲストとなる社員は、各店舗の店長にアンケートを取り情報収集し探している。素のリアクションを引き出すため、会話のほとんどがアドリブである。
2022年7月、伊勢佐木町本店6階に既存の売り場を移設する形でYouTube撮影スタジオやイベントスペース等を開設し、配信体制やファンとの交流を強化することを発表した。

## 出演者

### R.B.ブッコロー
ミミズクをモチーフとしたキャラクター。動画内での立ち位置は向かって左。
2020年6月のリニューアル以降のMCを務めている。6月30日生まれ、体長60センチメートル、体重2キログラム。二児の父であることが明かされている。大の競馬ファン。
小脇に抱えている緑色の本は、「知の象徴」であるという設定。左右の目の色が異なっているが、これは「ミミズクは活動時間によって目の色を変えるが、色々な時間帯に活動しすぎて目の色が違うままになった」という理由である。
動画内での饒舌なトークと忖度のない毒舌が人気を集めている。動画内に映るブッコローのぬいぐるみはパペットであり、背後の黒子によって操作されている。声は黒子とは別の演者（中の人）が担当しており、商品紹介の際などの際には度々首から下や手元が映る。
中の人は有隣堂の社員ではなく、チャンネルのプロデューサー・カメラマン・ディレクターであるハヤシユタカの元同僚であることが明かされている。ネット上では「ブッコローは『saku saku』のパペットだった増田ジゴロウでは」という噂があったが、これは後に否定された。

#### 由来
名前の「R.B.」は「リアル・ブック（真の本、真の知）」を意味し、「ブッコロー」は「book（本）」+「owl（ミミズク）」の「ブックオウル」から付けられた。当初有隣堂側からはゴージャス・ハピオという名前が提案されていたが、演者本人より「ブッコローくん」の名が提案され、別の候補の一部である「R.B.」が組み合わされ現在の名前となった。
R.B.ブッコローの生みの親はデザインが得意な有隣堂の社員で、有隣堂が運営するブックカフェ「STORY STORY」のロゴにもあしらわれているミミズクを基に、その社員が娘と一緒に考えた。動画内のアイキャッチや、LINEスタンプのイラストも、この社員が担当している。当初は軍手のキャラクターという案もあったが、「グッズ販売を視野に入れているけれど、軍手じゃ売れるわけないな」との理由で変更された。

### 案内人・ゲスト
文房具バイヤーの岡﨑弘子をはじめ、特定の分野に特化した有隣堂の社員やアルバイトたちが、自身の偏愛するものや自社の商品を熱量を持ってアピールする。また取引先メーカーの社員や作家などが出演することもあり、取り扱うテーマは各回によって様々である。時には、ビレッジバンガードや蔦屋書店といった競合他社ともコラボすることもある。
2021年10月の『職業作家の1日ルーティンの世界』（第67回）で小説家の中山七里が出演。本動画は話題を集め、チャンネル内で最も再生されている（2025年8月21日現在）。
2022年6月の『saku sakuの世界』（第111回）では、同チャンネルが参考にした『saku saku』より、白井ヴィンセントことディレクターの菊谷宏樹が出演した。
2023年6月には、YouTubeチャンネルの開設3周年を記念した動画に松信健太郎社長が出演した。

#### 岡﨑弘子
有隣堂の文房具バイヤー。キャッチコピーは「文房具王になり損ねた女」。これは岡﨑がテレビ番組「TVチャンピオン」の企画である「文房具王選手権」に二度出場するも、いずれも優勝を逃した（2回とも準優勝）であったということから付けられた。第1回の「キムワイプの世界」より数多く出演しており、文房具や雑貨などを中心に紹介を行っている。特に岡﨑が紹介したガラスペンや蓄光文具などは、チャンネルでも複数回登場する定番アイテムとなっている。
2022年7月、YouTubeチャンネルでの人気をきっかけとして、自身の名前を冠した常設売場「岡崎百貨店」が「STORY STORY YOKOHAMA（コレットマーレ5F）」にオープン。岡﨑が選定した文房具や雑貨を取り扱う。
2024年6月、書籍「有隣堂名物バイヤー岡﨑弘子の愛すべき文房具の世界」を発売。

## 評価
リニューアル後の2021年には、チャンネル登録者数が約36倍に増加して10万人を超えた。当時の他の書店のYouTubeチャンネル登録者数は数千人から1万5千人程度であり、「有隣堂だけ独走状態」と評価された。ITmediaは2022年に「MCのミミズク「R.B.ブッコロー」と有隣堂社員が繰り広げる本音全開のトークに中毒者が続出している」と評価した。
2022年、経営戦略室の瀧口は「意図していなかった売上面でも影響力を持ち始めています」と述べた。

## 反響
2021年11月に販売されたR.B.ブッコローの初回限定版ぬいぐるみは初日に1200個が完売し、1日当たりの有隣堂史上最多販売数を記録した。その後も新しい商品が発売され、2022年10月29日にはグッズ第10弾として「R.B.ブッコローぬいぐるみ16cm〈初回限定版〉」が発売された。
また、2024年11月28日に『学研の図鑑LIVE 地球』の即売会をYouTube Liveで行ったが35秒で500冊が完売した。

## 出演

### テレビ番組
- 関内デビル（2022年6月20日 - 24日、テレビ神奈川） - R.B.ブッコロー（ウィークリーゲスト）[34]
- LUNCH BREAK（2025年2月7日、NewsPicks） - R.Bブッコロー、渡邉郁（広報・マーケティング部）[35]

### ミュージックビデオ
- カンザキイオリ「ガラスペン」（2024年9月13日） - 特別出演・R.B.ブッコロー[注 2][36]

## 書籍
| 発売日        | タイトル | 略称              | 著作                          | 発行                           | ISBN              |
| ------------- | --- | ----------------- | ----------------------------- | ------------------------------ | ----------------- |
| 2023年2月24日 | 老舗書店「有隣堂」が作る企業YouTubeの世界 ～「チャンネル登録」すら知らなかった社員が登録者数20万人に育てるまで～ | ゆうせか本        | 有隣堂YouTubeチーム           | ホーム社                       | 978-4-8342-5368-9 |
| 2024年6月21日 | 有隣堂名物バイヤー岡﨑弘子の 愛すべき文房具の世界                                                                | ザキブック ザキ本 | 岡﨑弘子、有隣堂YouTubeチーム | 扶桑社                         | 978-4-5940-9065-4 |
| 2025年6月20日 | 愛される書店をつくるために僕が2000日間考え続けてきたこと キャラクターは会社を変えられるか？                      | P本               | ハヤシユタカ                  | クロスメディア・パブリッシング | 978-4-2954-1105-5 |